# 2027년
2027년은 금요일로 시작하는 평년이다. 정미년(丁未年, 노란 양의 해)이다.

## 예정
- 1월 7일 ~ 2월 5일 - 사우디아라비아에서 2027년 AFC 아시안컵이 개최될 예정이다.
- 2월 중 - 국립연천현충원이 완공될 예정이다.
- 2월 23일 - 정묘호란 발발 400주년.
- 6월 24일 ~ 7월 25일 -  브라질에서 2027년 FIFA 여자 월드컵이 개최될 예정이다.
- 8월 7일 - 소행성 (137108) 1999 AN10이 388,866km(0.0026AU) 거리에서 지구를 접근통과할 예정이다.
- 8월 20일 - 미국의 우주 탐사선 보이저 2호 발사 50주년
- 9월 5일 - 미국의 우주 탐사선 보이저 1호 발사 50주년
- 11월 중 - 2027년 WBSC 프리미어 12 개최.
- 12월 중 - 수도권제2순환고속도로 서김포통진 나들목 ~ 법원 나들목 구간이 개통 예정이다.

### 미정
- 수도권 전철 7호선 장암 ~ 고읍 구간이 개통될 예정이다.
- 호주와 남아프리카 공화국에서 건설 중인 전파 망원경 스퀘어킬로미터 어레이(SKA)가 완성된다.
- 대한민국 대전, 세종, 충남, 충북 지역에서 2027 하계 세계대학경기대회가 개최될 예정이다.
- 부산 도시철도 C-BAY-Park선이 개통될 예정이다.
- 마틴 루터 킹의 간음 비밀 포함 존 F. 케네디 대통령 시기의 비밀 문서가 대부분 공개된다.
- 템파베이 레이스(영어판)의 홈구장인 트로피카나 필드의 계약이 끝난다.
- 주오 신칸센의 도쿄 ~ 나고야 구간이 개통할 예정이다.
- 한국철도공사의 일반여객열차인 무궁화호가 완전히 퇴역할 예정이다.
- 김포국제공항의 국내선 2터미널과 교통센터가 완공될 예정이다.
- 시부야 스크램블 스퀘어의 서관 및 중앙동이 오픈할 예정이다.
- 국제열핵융합실험로가 수소 - 트리튬 운전을 개시할 예정이다.
- 부건빌이 파푸아뉴기니 부건빌섬에서 독립할 예정이다.
  - 루나 게이트웨이가 발사될 예정이다.
  - 정조대왕급 구축함이 해군에 인도된다.
  - 인천국제공항의 제2터미널의 확장공사가 완료될 예정이다.
- 호남고속철도 2단계 구간이 개통될 예정이다.
- 충청권 광역철도가 개통될 예정이다.
- NEO 서베이어가 발사될 예정이다.

## 문화
- 3월 28일 - 부활절.

## 노벨상
- 경제학상:
- 문화상:
- 물리학상:
- 생리학 및 의학상:
- 평화상:
- 화학상:

## 달력
| 1월 |    |    |    |    |    |    |
| 일  | 월 | 화 | 수 | 목 | 금 | 토 |
|     |    |    |    |    | 1  | 2  |
| 3   | 4  | 5  | 6  | 7  | 8  | 9  |
| 10  | 11 | 12 | 13 | 14 | 15 | 16 |
| 17  | 18 | 19 | 20 | 21 | 22 | 23 |
| 24  | 25 | 26 | 27 | 28 | 29 | 30 |
| 31  |    |    |    |    |    |    |

| 2월 |    |    |    |    |    |    |
| 일  | 월 | 화 | 수 | 목 | 금 | 토 |
|     | 1  | 2  | 3  | 4  | 5  | 6  |
| 7   | 8  | 9  | 10 | 11 | 12 | 13 |
| 14  | 15 | 16 | 17 | 18 | 19 | 20 |
| 21  | 22 | 23 | 24 | 25 | 26 | 27 |
| 28  |    |    |    |    |    |    |

| 3월 |    |    |    |    |    |    |
| 일  | 월 | 화 | 수 | 목 | 금 | 토 |
|     | 1  | 2  | 3  | 4  | 5  | 6  |
| 7   | 8  | 9  | 10 | 11 | 12 | 13 |
| 14  | 15 | 16 | 17 | 18 | 19 | 20 |
| 21  | 22 | 23 | 24 | 25 | 26 | 27 |
| 28  | 29 | 30 | 31 |    |    |    |

| 4월 |    |    |    |    |    |    |
| 일  | 월 | 화 | 수 | 목 | 금 | 토 |
|     |    |    |    | 1  | 2  | 3  |
| 4   | 5  | 6  | 7  | 8  | 9  | 10 |
| 11  | 12 | 13 | 14 | 15 | 16 | 17 |
| 18  | 19 | 20 | 21 | 22 | 23 | 24 |
| 25  | 26 | 27 | 28 | 29 | 30 |    |

| 5월 |    |    |    |    |    |    |
| 일  | 월 | 화 | 수 | 목 | 금 | 토 |
|     |    |    |    |    |    | 1  |
| 2   | 3  | 4  | 5  | 6  | 7  | 8  |
| 9   | 10 | 11 | 12 | 13 | 14 | 15 |
| 16  | 17 | 18 | 19 | 20 | 21 | 22 |
| 23  | 24 | 25 | 26 | 27 | 28 | 29 |
| 30  | 31 |    |    |    |    |    |

| 6월 |    |    |    |    |    |    |
| 일  | 월 | 화 | 수 | 목 | 금 | 토 |
|     |    | 1  | 2  | 3  | 4  | 5  |
| 6   | 7  | 8  | 9  | 10 | 11 | 12 |
| 13  | 14 | 15 | 16 | 17 | 18 | 19 |
| 20  | 21 | 22 | 23 | 24 | 25 | 26 |
| 27  | 28 | 29 | 30 |    |    |    |

| 7월 |    |    |    |    |    |    |
| 일  | 월 | 화 | 수 | 목 | 금 | 토 |
|     |    |    |    | 1  | 2  | 3  |
| 4   | 5  | 6  | 7  | 8  | 9  | 10 |
| 11  | 12 | 13 | 14 | 15 | 16 | 17 |
| 18  | 19 | 20 | 21 | 22 | 23 | 24 |
| 25  | 26 | 27 | 28 | 29 | 30 | 31 |

| 8월 |    |    |    |    |    |    |
| 일  | 월 | 화 | 수 | 목 | 금 | 토 |
| 1   | 2  | 3  | 4  | 5  | 6  | 7  |
| 8   | 9  | 10 | 11 | 12 | 13 | 14 |
| 15  | 16 | 17 | 18 | 19 | 20 | 21 |
| 22  | 23 | 24 | 25 | 26 | 27 | 28 |
| 29  | 30 | 31 |    |    |    |    |

| 9월 |    |    |    |    |    |    |
| 일  | 월 | 화 | 수 | 목 | 금 | 토 |
|     |    |    | 1  | 2  | 3  | 4  |
| 5   | 6  | 7  | 8  | 9  | 10 | 11 |
| 12  | 13 | 14 | 15 | 16 | 17 | 18 |
| 19  | 20 | 21 | 22 | 23 | 24 | 25 |
| 26  | 27 | 28 | 29 | 30 |    |    |

| 10월 |    |    |    |    |    |    |
| 일   | 월 | 화 | 수 | 목 | 금 | 토 |
|      |    |    |    |    | 1  | 2  |
| 3    | 4  | 5  | 6  | 7  | 8  | 9  |
| 10   | 11 | 12 | 13 | 14 | 15 | 16 |
| 17   | 18 | 19 | 20 | 21 | 22 | 23 |
| 24   | 25 | 26 | 27 | 28 | 29 | 30 |
| 31   |    |    |    |    |    |    |

| 11월 |    |    |    |    |    |    |
| 일   | 월 | 화 | 수 | 목 | 금 | 토 |
|      | 1  | 2  | 3  | 4  | 5  | 6  |
| 7    | 8  | 9  | 10 | 11 | 12 | 13 |
| 14   | 15 | 16 | 17 | 18 | 19 | 20 |
| 21   | 22 | 23 | 24 | 25 | 26 | 27 |
| 28   | 29 | 30 |    |    |    |    |

| 12월 |    |    |    |    |    |    |
| 일   | 월 | 화 | 수 | 목 | 금 | 토 |
|      |    |    | 1  | 2  | 3  | 4  |
| 5    | 6  | 7  | 8  | 9  | 10 | 11 |
| 12   | 13 | 14 | 15 | 16 | 17 | 18 |
| 19   | 20 | 21 | 22 | 23 | 24 | 25 |
| 26   | 27 | 28 | 29 | 30 | 31 |    |

### 음양력 대조 일람
| 음력월 | 월건 | 대소 | 음력 1일의 양력 월일 | 음력 1일 간지 |
| ------ | ---- | ---- | -------------------- | ------------- |
| 1월    | 임인 | 소   | 2월 7일              | 정사          |
| 2월    | 계묘 | 대   | 3월 8일              | 병술          |
| 3월    | 갑진 | 소   | 4월 7일              | 병진          |
| 4월    | 을사 | 대   | 5월 6일              | 을유          |
| 5월    | 병오 | 소   | 6월 5일              | 을묘          |
| 6월    | 정미 | 소   | 7월 4일              | 갑신          |
| 7월    | 무신 | 대   | 8월 2일              | 계축          |
| 8월    | 기유 | 소   | 9월 1일              | 계미          |
| 9월    | 경술 | 소   | 9월 30일             | 임자          |
| 10월   | 신해 | 대   | 10월 29일            | 신사          |
| 11월   | 임자 | 대   | 11월 28일            | 신해          |
| 12월   | 계축 | 대   | 12월 28일            | 신사          |

### 연휴
- 1월 1일 (금) ~ 1월 3일 (일) - 새해 첫날 연휴 (3일)
- 2월 6일 (토) ~ 2월 9일 (화) - 설날 연휴 (4일)
- 2월 27일 (토) ~ 3월 1일 (월) - 삼일절 연휴 (3일)
- 5월 13일 (목) ~ 5월 16일 (일) - 부처님 오신 날 징검다리 연휴 (4일)
- 8월 14일 (토) ~ 8월 16일 (월) - 광복절 연휴 (3일)
- 9월 11일 (토) ~ 9월 19일 (일) - 추석 징검다리 연휴 (9일)
- 10월 2일 (토) ~ 10월 4일 (월) - 개천절 연휴 (3일)
- 10월 9일 (토) ~ 10월 11일 (월) - 한글날 연휴 (3일)
- 12월 25일 (토) ~ 12월 27일 (월) - 크리스마스 연휴 (3일)